# 尤哈斯·考陶琳
尤哈斯·考陶琳（匈牙利語：Juhász Katalin，1932年11月24日—），匈牙利女子击剑运动员。她曾代表匈牙利参加1960年和1964年夏季奥林匹克运动会击剑比赛，共获得一枚金牌和一枚银牌。